# Sunfield
Sunfield est un village du comté d'Eaton, dans l'État du Michigan, aux États-Unis. En 2020, il comptait une population de 518 habitants.